# Аветисян, Лариса Рафаеловна
Лариса Рафаеловна Аветисян (арм. Լարիսա Ռաֆիկի Ավետիսյան) (род. 13 октября 1958, Ереван) ― советский и армянский врач-гигиенист, доктор медицинских наук (2003), профессор (2005), проректор по учебной работе Ереванского государственного медицинского университета (2016), президент общественной организации «Армянская ассоциация профилактических врачей».

## Биография
Лариса Аветисян родилась 13 октября 1958 года в Ереване, Армянская ССР, СССР. 
С 1965 по 1975 год учился в Ереванской средней школе № 90, с 1975 по 1981 год на санитарно-гигиеническом факультете Ереванского государственного медицинского института. 
В 1991 году защитила кандидатскую диссертацию в Московском научно-исследовательском институте гигиены детей и подростков, получив степень кандидата медицинских наук.
С 2001 года преподаёт на кафедре гигиены и экологии Ереванского государственного медицинского университета, с 2005 года ― заведующая кафедрой гигиены и экологии ЕГМУ. 
В 2003 году защитила докторскую диссертацию на соискание учёной степени доктора медицинских наук в Национальном институте здравоохранения Министерства здравоохранения Армении. В 2005 году ей присвоено учёное звание профессора.
С 2010 года она является председателем постоянной комиссии ЕГМУ по оценке и обеспечению качества, с 2011 года является главным редактором журнала «Образование-наука».

## Научная деятельность
В работах рассматривается влияние различных факторов окружающей среды на физическое развитие и состояние здоровья у детей и подростков. Написала более 120 научных трудов.

## Членство в организациях
- Член комитета по вопросам гигиены Московского института здоровья ребенка, 2001 год
- Член проблемной комиссии НИИ детской и подростковой гигиены Российской академии медицинских наук, 2003 год
- Член профессионального совета организации здравоохранения и профилактической медицины Национального института здравоохранения Министерства здравоохранения Армении, 2003 год

## Награды
- Памятная медаль Премьер-министра Республики Армения, 2011 год
- Золотая медаль Ереванского государственного медицинского университета, 2011 год
- Памятная медаль Премьер-министра Республики Армения, 2015 год